# Lia Dell'Ara
Lia Dell'Ara (Roma, 6 giugno 1923 – Roma, 16 febbraio 2018) è stata una coreografa e danzatrice italiana.

## Biografia

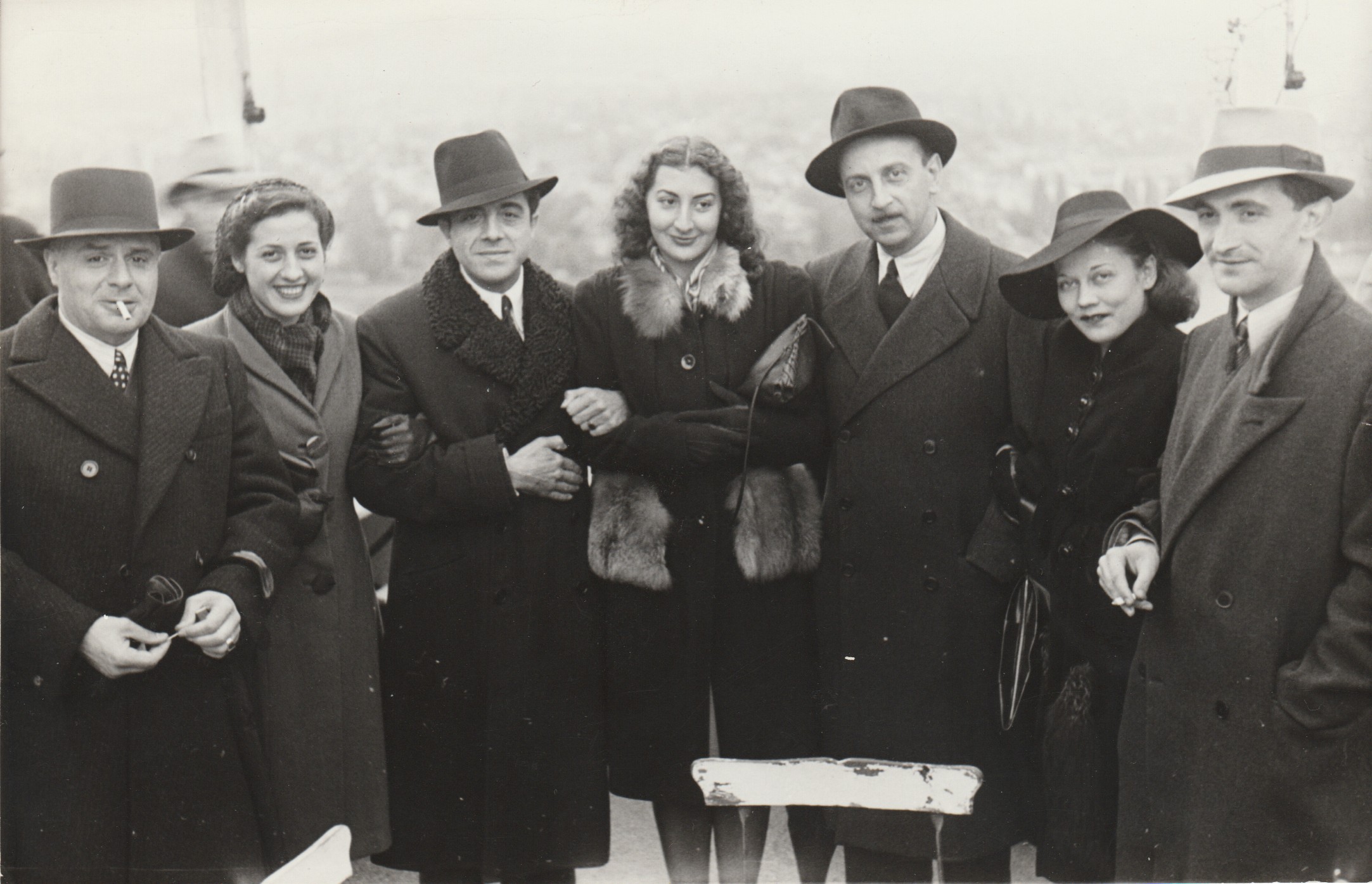
Lia Dell'Ara con Nerina Colombo, i Direttori d'orchestra Nino Stinco e De Fabritiis, il Maestro Caorsi e il maestro Cuccia

Nasce a Roma il 6 giugno del 1923 in una famiglia borghese. Ha iniziato a studiare danza all'età di 7 anni, insieme al fratello Ugo Dell'Ara, tra il 1930 e il 1940 ha frequentato la Scuola di Danza al Teatro dell'Opera di Roma sotto la guida di Nicola Guerra, Ettore Caorsi e Mara Dousse.
In questo periodo ha avuto modo di studiare con i coreografi Leonidov, Petroff, Rostov, Oboukhoff e Boris Romanov.
Conclude gli anni di studio con le sorelle Battagg i e sempre con Caorsi.
Diplomata nel 1939/1940, divenne Prima Ballerina, partecipando più volte a festival, riprese cinematografiche e manifestazioni di livello sia in Italia (Venezia, Torino, Milano, Firenze, Genova, Bologna) che all'estero (Praga, Zagabria, Berlino, Monaco, Dresda, Vienna).
Durante il periodo di perfezionamento all'Opera di Roma avviene il suo primo incontro con Aurel Milloss.
Interpretati in quell'epoca: "Il Figliol prodigo" di Prokofiev-Milloss, "Ungheria Romantica"di Liszt-Milloss, "Carillon Magico" di Pick Mangiagalli-Millos, "La stella del circo" di Stinco-Milloss, "Capricci" di Stravinski-Milloss, il Mandarino Meraviglioso, Bartok-Milloss, ecc;
Nel 1945, Milloss, Lia Dell'Ara e suo fratello Ugo Dell'Ara, decidono di lasciare l'Opera di Roma e si riuniscono in un'unica compagnia: "Balletti romani", che sempre sotto la direzione di Milloss fu coadiuvata da eminenti personalità del mondo della musica e della pittura, quali Goffredo Petrassi, Fernando Previtali, Roman Vlad, Toti Scialoia, Belo Buradoff, Mino Maccari, Fini. La Compagnia "Balletti Romani" rappresentò con entusiasmo e notevole successo.
Nel 1947, per il Festival della Gioventù a Praga, partecipò come Prima Ballerina e coreografa, insieme a Filippo Morucci, per il teatro di prosa (movimenti coreografici per gli attori) e quadri danzati, per la lirica con lavori di Monteverdi (Tancredi e Clorinda) e Pergolesi (La serva padrona) e per la danza vera e propria con un gruppo di concerti danzati su musiche di Ravel, Debussy, e Gershwin.
Nel 1950 è stata chiamata per prendere parte, sempre come Prima Ballerina, allo spettacolo "Carosello Napoletano" di cui suo fratello Ugo era coreografo, Ettore Giannini regista e Nino Stinco direttore d'orchestra. Con "Carosello Napoletano"  girarono l'Italia e il Sud America, durante la tournée, nel 1952 il Teatro Sodre di Montevideo la richiese per ricoprire il ruolo di Prima Ballerina, Coreografa e Direttrice della scuola del Teatro stesso, che fu da lei ristrutturata. Successivamente al primo esame di ammissione la Scuola del Sodre aveva già un effettivo di oltre 300 allievi.
Il Teatro Sodre, in questo periodo, oltre alla sua presenza, aveva come Direttrice del Balletto la celebre danzatrice russa Tamara Gregorieva.
In collaborazione Lia Dell'Ara e Tamara Gregorieva crearono i programmi delle serate di balletto, per le stagioni del Sodre e per le tournée in Uruguay. Tra le principali ricordiamo: "La giara" di Alfredo Casella, "Il figliol prodigo" di Procofiev, “Salomè (opera)" di Richard Strauss, "Notte romana a Villa Panfili" di Bach, "Rapsodia Ungherese" di Liszt, "L'allegro barbaro" di Bela Bartok, ecc.
Nel 1953, l'organizzazione per i festeggiamenti del IV Centenario della Città di San Paolo del Brasile la chiamava nel ruolo di prima ballerina, pedagoga, assistente coreografa, alla formazione del balletto che portava il medesimo nome, sotto la direzione di A. Milloss.
Tra il 1953 e il 1955 Lia, sempre con la coreografia di Aurel Millos, arricchisce e perfeziona il suo repertorio, i suoi cavalli di battaglia: "O Mandarim Meravilhoso" di Bartok, "Petrouchka", di Stravinsky, "Bolero" di Ravel, "Caprichos" di Stravinsky, "Sonata de Angustia"di Bartok, interpretando anche: "Lenda Do Amor Impossivel", di A. Millos, "As Quatro Estacoes", di Verdi, "Fantasia Brasileira", di Souza Lima, "Passacaglia", di Bach, "A Cangaceira",di Camargo Guarneri,"Delicae Populi", di Casella, "Lotteria Viennese" di J.Strauss, "Indiscricoes" di Jacques Ibert,  "O guarda Chuva" di Francisco Paulo Mignone, "Uirapurù" di Villa Lobos, "Na vale Da Inocencia" di Mozart, "A Ilha Eterna, di Bach.  Dopo la partenza di Milloss, avvenuta nel 1955,Lia è rimasta a San Paolo del Brasile come Direttrice, Danzatrice e Coreografa del Balletto del IV Centenario, fino al 1957, anno nel quale ha deciso di tornare in Italia.
Durante il periodo di permanenza in Brasile ha anche collaborato con la Televisione, tenendo per circa un anno, quindicinalmente, un programma intitolato "Musica e Fantasia".
Al rientro in Italia ha lavorato sia per il Teatro La Cometa(coreografie ed interpretazione delle opere: Histoire du soldat", "El retablo", "Le trame deluse", ecc.) in collaborazione con Vaccari, Bollini, Giorgio Strehler, Costa, Visconti, Giannini, Salce, Pandolfi, sia per la Rai  dove ha realizzato le coreografie del "Borghese Gentiluomo" (commedia-balletto) e nell'edizione dell'Autunno Musicale Napoletano con il Maestro Labroca. Tra le coreografie:
"Il Diavolo zoppo", "Le renard di Stravinsky e "La piccola fiammiferaia" di Antonio Veretti.
Sempre nel 1957 è stata invitata dal Sovraintendente del Teatro Massimo di Palermo, Maestro Cuccia, per rimettere in scena "Il mandarino Meraviglioso" di Bartok, realizzando la coreografia di Milloss, ed interpretandolo personalmente insieme a Boris Trailine, con allestimenti scenografici di sua proprietà, firmati Lazar Segall. Lo stesso Milloss gli richiede la medesima realizzazione per il Maggio Musicale Fiorentino, interprete maschile Cristian Uboldi.
Ulteriormente ha presentato in tournée nel Nord Italia {Brescia, Mantova, ecc.) i balletti: "Crepuscolo" (da lei creato sulla Sinfonia Scozzese di Felix Mendelssohn con Tessa Beaumont, Soulich e Vassilief) "Il mandarino Meraviglioso" interpretato sempre da Lia e Miroslav Miskovich e "Bolero",sempre interpretato da Lia e da Zanoli.Lia ha interpretato Bolero in diverse altre occasioni (fonte: Il Bolero - Storia di un'ossessione, di Lorenzo Tozzi. 1981 Di Giacomo Editore, Roma)
Nel 1958 è stata convocata da Jia Ruscaja per collaborare alla formazione del Centro Coreutico dell'Accademia Nazionale di Danza.
Nello stesso anno ha formato la sua Compagnia denominata "Compagnia Balletti Classici Lia Dell'Ara" che come prima tournée si è esibita in Toscana e in Umbria, oltre che a Roma.
Nel 1958 ha svolto varie attività, sia come ballerina che come coreografa in vari teatri di Roma, Napoli, Firenze, Cagliari, Palermo dove, ha rielaborato la partitura dell'opera del Maestro Gabriele Bianchi "La Falena". Ha curato anche programmi televisivi per ragazzi come il "Corrierino della Musica".
Ha ripreso poi nel 1970 l'attività della Compagnia, facendola agire nei mesi estivi
Ha composto, per questa Compagnia varie coreografie, stilando di tutti i balletti anche i soggetti coreografici, e per quasi tutti i balletti facendo scrivere le musiche: "La lupa" musica di Arcidiacono, "Paolo e Francesca" musica di Goffredo Petrassi, "Macbeth" musiche di Zanetti, "La figlia di Jorio" musica di Potenza, "L'uomo e il tesoro" musica di Neri, "Mare Maie" musica di De Filippi, "Giorno di Festa" musica di Carpi, "Serenate" musica di Casella."la Falena" musica di Gabriele Bianchi
Dal 1964 si è dedicata a Roma all'insegnamento e apre una sua scuola di danza, inizialmente in via del Babbuino a Roma, poi in una sede più ampia nel quartiere Vigna Clara, sempre a Roma.
Dopo 34 anni di intensa attività pedagogica, nel 1999 la scuola cessa tutte le attività didattiche, per sopraggiunti gravi problemi di salute di Lia.